# Orden der Ehre (Russland)

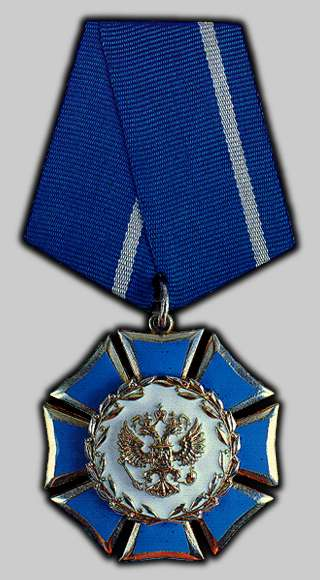
Orden der Ehre

Der Orden der Ehre (russisch орден Почёта)  ist eine staatliche Auszeichnung Russlands. Die Auszeichnung wurde am 2. März 1994 durch Ukas Nr. 442 des Präsidenten der Russischen Föderation gestiftet und wird als Nachfolger des Ehrenzeichens der Sowjetunion angesehen.

## Vergabekriterien
Die Auszeichnung wird laut Statut an Personen verliehen, welche sich besondere Verdienste in der Wirtschaft, der Forschung, bei sozialen und karitativen Aktivitäten, in der Ausbildung von hoch qualifiziertem Personal oder in der Ausbildung der jungen Generation, im Sport sowie in der Aufrechterhaltung von Recht und Ordnung erworben haben. Der Orden kann auch an Ausländer verliehen werden, die sich besondere Verdienste in der Förderung der bilateralen Beziehungen mit Russland erworben haben.

## Beschreibung des Ordens
Der silberne emaillierte Orden zeigt in seiner Mitte das Wappen der Russischen Föderation umgeben von einem Lorbeerkranz und eingefasst in ein achteckiges blaues Kreuz. Auf der Rückseite steht die Seriennummer des entsprechenden Ordens. Das Ordensband ist blau mit einem weißen Streifen.

## Träger des Ordens im deutschsprachigen Raum
Die Auszeichnung wurde im Oktober 2012 an Matthias Warnig, den Geschäftsführer des deutsch-russischen Gas-Pipeline-Konsortiums Nord Stream AG, verliehen. Im Juni 2013 erhielt der Unternehmer Heinrich Weiss den Orden der Ehre. Bereits 2002 war Eduard Alexandrowitsch von Falz-Fein die Auszeichnung verliehen worden.